# Vasocostrizione
Si dice vasocostrizione la diminuzione diametro del vaso sanguigno; il processo opposto, la vasodilatazione, è l'aumento di capienza dei vasi sanguigni. Sostanze che inducono vasocostrizione sono dette vasopressori.
La vasocostrizione avviene anche nei vasi sanguigni superficiali degli animali a sangue caldo quando la temperatura ambientale è rigida; ciò devia il flusso del sangue verso gli organi interni dell'animale, evitando l'eccessiva dispersione di calore e salvaguardando l'irrorazione degli organi vitali.